# Rugomenes rugifrons
Rugomenes rugifrons är en stekelart som först beskrevs av Cameron 1903.  Rugomenes rugifrons ingår i släktet Rugomenes och familjen Eumenidae. Inga underarter finns listade i Catalogue of Life.